# Cimande
Cimande is een bestuurslaag in het regentschap Bogor van de provincie West-Java, Indonesië. Cimande telt 6053 inwoners (volkstelling 2010).